# Деян Неделчев
Деян Ангелов Неделчев, известен и с псевдонима Икебаната, е български поп певец, композитор и автор на песни. Брат е на певеца Бойко Неделчев.
През 1993 г. печели голямата награда на международния фестивал „Златният Орфей“ в конкурса за нови български поп песни с песента „Посвещение“. През 1994 г. Деян печели първа награда на „Златният Орфей“ с „Къде си ти“, музика Хайгашод Агасян и текст на Милош Зяпков.

## Биография
Деян Неделчев е роден в Русе на 16 януари 1964 г.
Певческия си талант проявява на 3-годишна възраст. Винаги е искал да стане известен певец. През 1979 преподавателят по фагот Владо Димитров от Русенското музикално училище го открива и сформира с него и 2 момичета ВГ '2 плюс 1' към Дома на Моряка. Там той се изявява до 1982, когато заминава войник в Елхово. През същата 1979 г. печели и 1-вата си награда – поощрителна в конкурса „Млади таланти“ в родния му град Русе с песента 'Заклинание' на Петър Чернев. През 1980 г. печели втора награда в конкурса „Млади таланти“ с песента „Откровение“ на Васил Найденов. През 1981 г. певецът е във вокалната група „2+1“ и достигат второ място отново там. Неделчев е част от вокална група „2+1“ в Русе от 1979 – 1982, а по-късно той става солист на групите „Херос“ (1982) в Русе, „Хелиос“ (1984 – 1986) в София, „Магистрали“ (1987) с Ваня Костова и Росица Ганева и композитора Стефан Диомов и Ансамбъла на строителните войски (1987 – 1990) в София с Тоника СВ, Румяна Коцева, Росица Борджиева, Снежина Темелкова и Даниела Колева, с диригент Недко Трошанов и вокален педагог Иван Кутиков и „Арт Студио Воин“ в София от 2000 – 2002 с Румяна Коцева, брат си Бойко, Валентин Асенов, Гуна Иванова и Христина Ботева и за кратко в „БГ Рок“ през 2001. Първата си песен записва през декември 1987 от Валентин Пензов, Тодор Анастасов и Борис Чакъров „Мило момиче“. В казармата Деян пее във военния оркестър като солист и правят концерти навсякъде в областта. Точно там се запознава с Пламен Велинов и са в същата група. И двамата работят заедно и творят песни.

## Кариера
През април 1988 г. Деян Неделчев и Ансамбълът на строителните войски към ГУСВ участват към Младежкия конкурс за забавна песен, в конкурса за млади певци в София, а през 1989 печели 2-ра награда През 1989 г. печели наградата на Българската държавна консерватория на фестивала „Рок под звездите“ в град Приморско. През 1989 г. Деян Неделчев записва един от най-големите си хитове – „Обич за обич“. Тази песен печели наградата на Съюза на българските писатели в радио конкурса „Пролет 1989“. Песента е включена в класацията „500 най-велики песни на България“ на БГ Радио. През януари 1990 във Велико Търново е заснет видеоклипът към „Обич за обич“. През април 1990 г. Деян и Ансамбълът на българските строителни войски правят турне в Съветския съюз, а по-късно през същата година певецът участва във фестивала „Златен Орфей“, след което Балкантон издава и първия му сингъл. През 1992 Деян е поканен от композитора Тончо Русев да запише едноименната песен към популярното телевизионно шоу „Като лъвовете“, която става хит веднага.
През 1993 г. Деян Неделчев печели голямата, както и първа награда на Международния фестивал „Златен Орфей“ в конкурса за нови български поп песни. Една година по-късно печели 1-ва и 2-ра награда за българска поп песен в същия фестивал, а през 1995 г. взима участие в 5-ия фестивал „Гласът на Азия“ в град Алма Ата и печели 2-ра награда. През 1995 г. участва в съвместно изпълнение с Маргарита Хранова на „Златния Орфей“ и през 1996 г. (с брат си Бойко) печели наградата „Дует на България“. През 1997 г. Деян Неделчев емигрира в ЮАР и подписва тригодишен договор със световноизвестната звукозаписна компания „PolyGram“с филиал в Йоханесбург, Южна Африка, с която издава албума си Голяма любов и осъществява множество участия с най-големите южноафрикански музиканти и певци. През 1999 той се завръща в България и започва работа с „Арт Студио Воин“ от 2000 до 2002. През 2019 Деян издава 2 албума в Япония с фирмата Орфиктон, като единия е самостоятелен, а другия с китариста и певеца Константин Джамбазов (двоен албум), на български и английски. А през 2022 отново излизат 2 албума в Япония, като единия е самостоятелен, а другия отново дуетен с китариста Константин Джамбазов в стил прогресив рок с издател Коджи Фукита.
С Polygram издава албума „Grande Amore“през 1998. По-късно участва в музикални фестивали в Египет и се премества да живее в Южна Африка за 2 години и половина между 1997 и 1999.. През април 2000 г. Деян и Бойко Неделчеви печелят сребърен медал и златна чаша на фестивала за музика в Северна Корея. Тогава Деян е за много кратко вокал на рок група БГ Рок. През 2001 Деян прави рецитал на фестивала в Крес, до Монпелие, Южна Франция. През 2001 г. братята записват песента „От Икебана дървесата ги боли“, която се превръща в 1-вата интернет сензация хит през 2010 г. През 2003 г. певецът започва да работи с многократни прекъсвания на Канарските острови, главно на островите Лансароте и Фуертевентура, Испания като прави невероятното шоу – Почит към групата Би Джийз и второ шоу-Диско хит парад от 70-те и 80-те, като сменя непрекъснато колегите си до 2009. През 2004 г. песента му „Sweet Love“, българския и вариант, е номинирана от Българското национално радио за песен с най-добър текст. През 2006 г. участва в Българската Евровизия и песента 'На теб' достига до полуфиналите. През 2009 той се мести в Лондон и пее по клубове с английския китарист Фиш. През лятото на 2010 г. записва сингъла „В гората“и се превръща във втори супер интернет хит, а през април 2012 г. издава албума „Дъртака“от едноименния му хит. През ноември 2012 г. песента му „Животът ти е толкова добър“, английската и версия влиза в „Топ 100“. През 2016 той изнася концерт в Онано, Италия с младия италиански саксофонист Бруно Манчини. През януари 2015 Деян почва работа в нощния пиано-бар 'Старс' във Варна за 3 месеца и през ноември 2016 отново се връща там до юли 2018. През 2016 – 2019 Деян прави три неуспешни опити да работи отново на Канарските острови с различни формации на островите Гран Канария, Лансароте и Тенерифе, Испания.
През 2013 г. е участник в риалити шоуто „Къртицата“, 1-ви сезон. Същата година е част от екипа на предаването Следващия, моля по TV7. На 31 октомври 2017 е объркан в статия на журналист на плакат на СДС на известните поп и рок музиканти с лидерката на БСП Корнелия Нинова и през януари 2018 той издава песента си „Минавам на червено“, посветен на нея. През май 2020 Деян записва песен за премиер-министъра Бойко Борисов – „Имам си прекрасна държава“ с голям успех и отново песента става хит първо през интернет.
През юни 2022 Деян е поканен за 4 месеца да пее във верига хотели Grifid в курорта Златни пясъци с шоу почит към певеца Мика.

## Участия

### Фестивали и конкурси
| Година | Участие                                 | Песен / Композитор | Фестивал                                                                           | Град / Държава     |
| ------ | --------------------------------------- | --- | ---------------------------------------------------------------------------------- | ------------------ |
| 2014   | с Румяна Коцева                         | „Ах, този дъжд“ (муз. Иван Беловски) | V фестивал за поп и рок музика „София пее“                                         | София              |
| 2003   | изпълнител                              | „Къде си ти/ на руски език/“ (муз. Хайгашод Агасян) | Фестивал на Руската песен                                                          | София              |
| 2002   | с Маргарита Хранова и Йълдъз Ибрахимова | в рецитала на Балканските страни | Международен фестивал на изкуствата „Славянски базар“                              | Витебск, · Беларус |
| 2000   | с Румяна Коцева                         | „Необяснимо“ (муз. Деян Неделчев) | V фестивал „Любовни дуети“                                                         | София              |
| 1999   |                                         | в бг рецитал | XXX Международен фестивал „Златният Орфей“                                         | Слънчев бряг       |
| 1999   |                                         | изпълнител | Фестивал за представяне на албуми на изпълнители                                   | Оудсхорн, ЮАР      |
| 1996   | с Бойко Неделчев                        | „Ще оживея от любов“ (муз. Андрей Петков) | I фестивал „Любовни дуети“                                                         | София              |
| 1996   | с Галя Станчевска                       | „Необяснимо“ (муз. Деян Неделчев) | XXVII Международен фестивал „Златният Орфей“                                       | Слънчев бряг       |
| 1996   |                                         | изпълнител | VIII Международен фестивал „Златният елен“                                         | Брашов, · Румъния  |
| 1996   | с Бойко Неделчев                        | „Очи като магия“ (муз Морис Аладжем) | II фестивал на любовната песен „Сребърният Ерос“                                   | Пловдив            |
| 1995   | с Емил Димитров                         | в бг рецитал | XXVI Международен фестивал „Златният Орфей“                                        | Слънчев бряг       |
| 1995   | с Маргарита Хранова                     | „Превърнах те в песен“ – (муз Огнян Георгиев) | XXVI Международен фестивал „Златният Орфей“                                        | Слънчев бряг       |
| 1994   | с Бойко Неделчев                        | „Труден избор“ (муз Бойко Неделчев) | XXV Международен фестивал „Златният Орфей“                                         | Слънчев бряг       |
| 1993   | с Бойко Неделчев                        | „Себеотдаване“ (муз Огнян Георгиев), „Обич-блян“, с 12 колеги (муз Деян Неделчев), „Посвещение“ (муз Хайгашод Агасян). Не се класира само песента „Себеотдаване“. | Финален кръг за избор на нови песни на XXIY Международен фестивал „Златният Орфей“ | София              |
| 1990   |                                         | „Чудак“ (муз. Христо Петков) | XXII Международен фестивал „Златният Орфей“                                        | Слънчев бряг       |
| 1990   |                                         | „Живота в песен превърни“ (муз. Димитър Пенев) | XXII Международен фестивал „Златният Орфей“                                        | Слънчев бряг       |
| 1988   | с Милица Божинова и Роз-Мари Драгнева   | „Сила“ (муз. Христо Петков). Песента не се класира за фестивала.                                                                                                  | предварителния кръг от XXI Международен фестивал „Златният Орфей“                  | Пазарджик          |
| 1988   |                                         | „Думи“ (муз. Тончо Русев) | Радиоконкурс „Пролет“                                                              | София              |
| 1988   |                                         | „Думи“ (муз. Тончо Русев), Boogie dance | I конкурс за млади певци към „Младежкия конкурс за забавна песен“                  | София              |

### Други участия
- „Credirect“ Деян е рекламно лице на компания Credirect за бързи кредити онлайн, като записва 3 кратки видеоклипа вурху неговия суперхит „В гората/Съчки събирам/“, но с 3 различни текста.[15][16][17] Рекламите започват първо в youtube през юни 2021 и след това по всички телевизионни канали от януари 2022 с огромен успех. Деян прави още 2 реклами през 2022, които продължават успешно и през 2023 в youtube.
- „Следващият, моля“ (2013 – 2014) – (риалити шоу) – като „Mаестро Икебана“ с водещ Башар Рахал.
- „Къртицата“ (2013) – (риалити шоу, I сезон) – заема четвърто място сред 6-имата финалисти
- „Младост 5“ (2013) – участва в 11 епизод
- „X Factor“, Великобритания (2009) – участва в прослушването на английския вариант в Лондон, където достига до 3-тия кръг с 300 души, от всички 38 хил. участника.
- „Завръщането на птиците“ (2001) – (мюзикъл)
- „Защитена земя“ (1990) е направен към албума „Молба към света“. Той разказва за проблемите на екологията, бедността и глада по света и България. Филмът участва в международно изложение в Чикаго, САЩ и е бил закупен от много масмедии.
- „Момчето-амфибия“ (1988) – детско филмче, като „Mомчето-амфибия“

## Отличия
- Награда за цялостно творчество в „Годишните награди за мода, стил и шоубизнес“, (Варна, 2022)
- Награда за поп изпълнител на годината в „Годишните награди за мода, стил и шоубизнес“, (Варна, 2022)
- Номер 1 певец на годината в „Годишните награди за мода, стил и шоубизнес“, (Варна, 2021)
- Най-скандален поп певец на годината в „Годишните награди за мода и шоубизнес“, (Варна, 2016)
- „Сладка любов“ (бг версия) е номинирана за най-добър текст и от БГ радио за 2004 г.
- Дует номер 1 на България за 1996 година с брат си Бойко в „годишните музикални награди на АРТ Рок Център“, (София, 1996)
- Най-добър певец на годината – номинация в „годишните музикални награди на АРТ Рок Център“, (София, 1996)

## Награди
| Година | Награда                                                                                 | Песен / Композитор                                       | Фестивал                                                         | Град / Държава                |
| ------ | --------------------------------------------------------------------------------------- | -------------------------------------------------------- | ---------------------------------------------------------------- | ----------------------------- |
| 2013   | III награда с (Румяна Коцева)                                                           | „Заспали къщи“ (муз. Чавдар Селвелиев)                   | Български конкурс „Златен кестен“                                | Петрич                        |
| 2006   | Избор на президента с (Маргарита Хранова)                                               | „На Елвис“ (муз. Атанас Косев)                           | Наградите на „Билборд“                                           | САЩ                           |
| 2006   | 1/2 финалист                                                                            | „На Теб“ (муз. Красимир Гюлмезов)                        | 2-ри конкурс на Българската „Евровизия“                          | София                         |
| 2002   | I награда с (Радостина Колева)                                                          | „Ако ли съществуваше ...“ (муз. Радостина Колева)        | XIV Международен фестивал за певци „Сарандев“                    | Добрич                        |
| 2000   | Купа с (Бойко Неделчев)                                                                 | за изпълнител                                            | XV Пролетен международен фестивал на изкуствата                  | Пхенян, КНДР                  |
| 2000   | Сребърен медал с (Бойко Неделчев)                                                       | за изпълнител                                            | XV Пролетен международен фестивал на изкуствата                  | Пхенян, КНДР                  |
| 2000   | III награда с (Бойко Неделчев)                                                          | за изпълител                                             | XV Пролетен международен фестивал на изкуствата                  | Пхенян, КНДР                  |
| 1997   | Наградата на признанието                                                                | „Златно моме“                                            | Международен песенен фестивал „Саут Пасифик“                     | Сърфърс Парадайс, · Австралия |
| 1997   | IV награда с (Бойко Неделчев)                                                           | „Дихание“ (муз. Пламен Велинов)                          | III Международен песенен фестивал „Кайро“                        | Кайро, · Египет               |
| 1996   | II награда с (Бойко Неделчев)                                                           | „Като живота“ (муз. Пламен Велинов)                      | II Международен песенен фестивал „Кайро“                         | Кайро, Египет                 |
| 1996   | II награда с (Бойко Неделчев)                                                           | „Страхувам се, че те обичам“ (муз. Морис Аладжем)        | Радиоконкурс „Пролет“                                            | София                         |
| 1995   | Мелодия на месец октомври                                                               | „Очи като магия“ (муз. Морис Аладжем) с (Бойко Неделчев) | Конкурс „Мелодия на годината“                                    | София                         |
| 1995   | VIII награда                                                                            | „Нова година“ (муз. Тончо Русев)                         | I Международен песенен фестивал „Кайро“                          | Кайро, Египет                 |
| 1995   | II награда                                                                              | за изпълнител                                            | V Международен фестивал „Гласът на Азия“                         | Алма Ата, · Казахстан         |
| 1994   | I награда                                                                               | „Къде си ти“ (муз. Хайгашод Агасян)                      | XXV Международен фестивал „Златният Орфей“                       | Слънчев бряг                  |
| 1994   | II награда с (Бойко Неделчев), Маргарита Хранова, Снежина Славкова и ВГ „Черно и бяло“) | „Подай ръка“ (муз. Александър Миладинов)                 | XXV Международен фестивал „Златният Орфей“                       | Слънчев бряг                  |
| 1994   | Наградата на публиката                                                                  | за изпълнител                                            | Международен фестивал „Стъпало към Парнас“                       | Москва, · Русия               |
| 1993   | Голямата награда                                                                        | „Посвещение“ (муз. Хайгашод Агасян)                      | XXIV Международен фестивал „Златният Орфей“                      | Слънчев бряг                  |
| 1993   | I награда                                                                               | „Обич-блян“ (муз. Деян Неделчев)                         | XXIV Международен фестивал „Златният Орфей“                      | Слънчев бряг                  |
| 1990   | II награда                                                                              | за изпълнител                                            | Международен фестивал „Мелодия на приятелите“                    | Улан Батор, · Монголия        |
| 1990   | I награда                                                                               | „С огън ме дари“ (муз. Морис Аладжем)                    | Радиоконкурс „Пролет“                                            | София                         |
| 1989   | Почетна награда                                                                         | „Над 100 вражди“ (муз. Христо Петков)                    | Фестивал „„Music City Hall““                                     | Нашвил, САЩ                   |
| 1989   | Наградата на СБП                                                                        | „Обич за обич“ (муз. Тончо Русев)                        | Радиоконкурс „Пролет“                                            | София                         |
| 1989   | II награда                                                                              | „Ако с теб загубим“ (муз. Морис Аладжем) Boogie dance    | II конкурс за млади певци от „Младежки конкурс за забавна песен“ | София                         |
| 1989   | Наградата на БДК                                                                        | „Над 100 вражди“ (муз. Христо Петков)                    | Фестивал „„Рок под звездите““                                    | Приморско                     |
| 1984   | Златен медал със своята ВИГ                                                             | изпълнител                                               | Общнационален военен конкурс за групи и певци                    | Бургас                        |
| 1984   | Сребърен медал със своята ВИГ                                                           | изпълнител                                               | Общнационален военен конкурс за групи и певци                    | Бургас                        |
| 1981   | II награда с ВГ „2 плюс 1“                                                              | за изпълнител                                            | Конкурс за изпълнители „Млади таланти“                           | Русе                          |
| 1980   | II награда                                                                              | за изпълнител                                            | Конкурс за изпълнители „Млади таланти“                           | Русе                          |
| 1979   | Поощрителна награда                                                                     | за изпълнител                                            | Конкурс за изпълнители „Млади таланти“                           | Русе                          |

## Дискография

### Студийни албуми
| Година | Албум                                                                | Вид     | Издател                   | Каталожен номер      |
| ------ | -------------------------------------------------------------------- | ------- | ------------------------- | -------------------- |
| 2025   | „Имам си прекрасна държава“                                          | CD      | Деян Неделчев             |                      |
| 2022   | „От бързея сълзите си ще взема“ (I'll take my tears from the rapids) | CD      | Orphictone                | ORPH – 0014          |
| 2022   | „Летим отново“ (Fly again) (с Константин Джамбазов)                  | CD      | Orphictone                | ORPH – 0013          |
| 2019   | „Минавам на червено“ (Crossin' a red light)                          | CD      | Orphictone                | ORPH – 00010         |
| 2019   | „Не спирай“ (Do Not Stop!) (двоен албум) (с Константин Джамбазов)    | CD      | Orphictone                | ORPH – 0008/9        |
| 2015   | „Да бъдеш“                                                           | CD      | BG Music company          |                      |
| 2012   | „Дъртака“                                                            | CD      | BG Music company          |                      |
| 2008   | „Nessun Dorma“                                                       | CD      | BG Music company          |                      |
| 2005   | „На теб“                                                             | CD      | CMP                       |                      |
| 2002   | „Колко си хубава, Господи“ (с Бойко Неделчев)                        | CD      | Acsior                    |                      |
| 1998   | „Grande Amore“                                                       | CD      | Polygram                  |                      |
| 1997   | „Блага вест“ (с Бойко Неделчев)                                      | CD и МС | Рива саунд                |                      |
| 1996   | „Деян и Бойко Неделчеви. Братя“                                      | CD      | Балкантон                 | 070163               |
| 1996   | „Атланта“ (с Маргарита Хранова, Ивелина Балчева и Орлин Горанов)     | МС      | Балкантон                 |                      |
| 1995   | „The Greatest Hits“ (с Бойко Неделчев)                               | MC      | MARBLI                    |                      |
| 1993   | „Обич за обич“ (с Бойко Неделчев)                                    | MC      | Subdibula                 |                      |
| 1993   | „Обич-блян“/ „Посвещение“ (с Бойко Неделчев)                         | 2 LP    | Балкантон                 | ВТА 12787, ВТА 12788 |
| 1993   | „La Mia Musica. Моята музика“ (с Джани Нери и Масимо Маркони)        | LP и MC | Балкантон, UNISON RECORDS | BTA 12770            |
| 1993   | „Най-доброто от Деян и Бойко Неделчеви 1988 – 1992“                  | LP      | Балкантон                 |                      |
| 1992   | „Лудо влюбен“ (с Бойко Неделчев)                                     | LP      | Балкантон                 |                      |
| 1991   | „Игра на любов“ (с Бойко Неделчев)                                   | LP      | Балкантон                 | BTA 12744            |
| 1990   | „Молба към света“ (с Орлин Горанов и Маргарита Хранова)              | LP      | Балкантон                 | ВТК 12523            |

### Сингли
| Година | Сингъл                   | Вид | Издател     | Каталожен номер |
| ------ | ------------------------ | --- | ----------- | --------------- |
| 2001   | „Големите“               | CD  | Мега музика |                 |
| 1993   | „Палестриада“            | MC  | Мега музика |                 |
| 1990   | „Деян Неделчев“          | SP  | Балкантон   | ВТК 3980        |
| 1987   | „Поздрав от село Струма“ | SP  | Балкантон   | ВТК 3938        |